# Dolmen de la Cour-du-Breuil

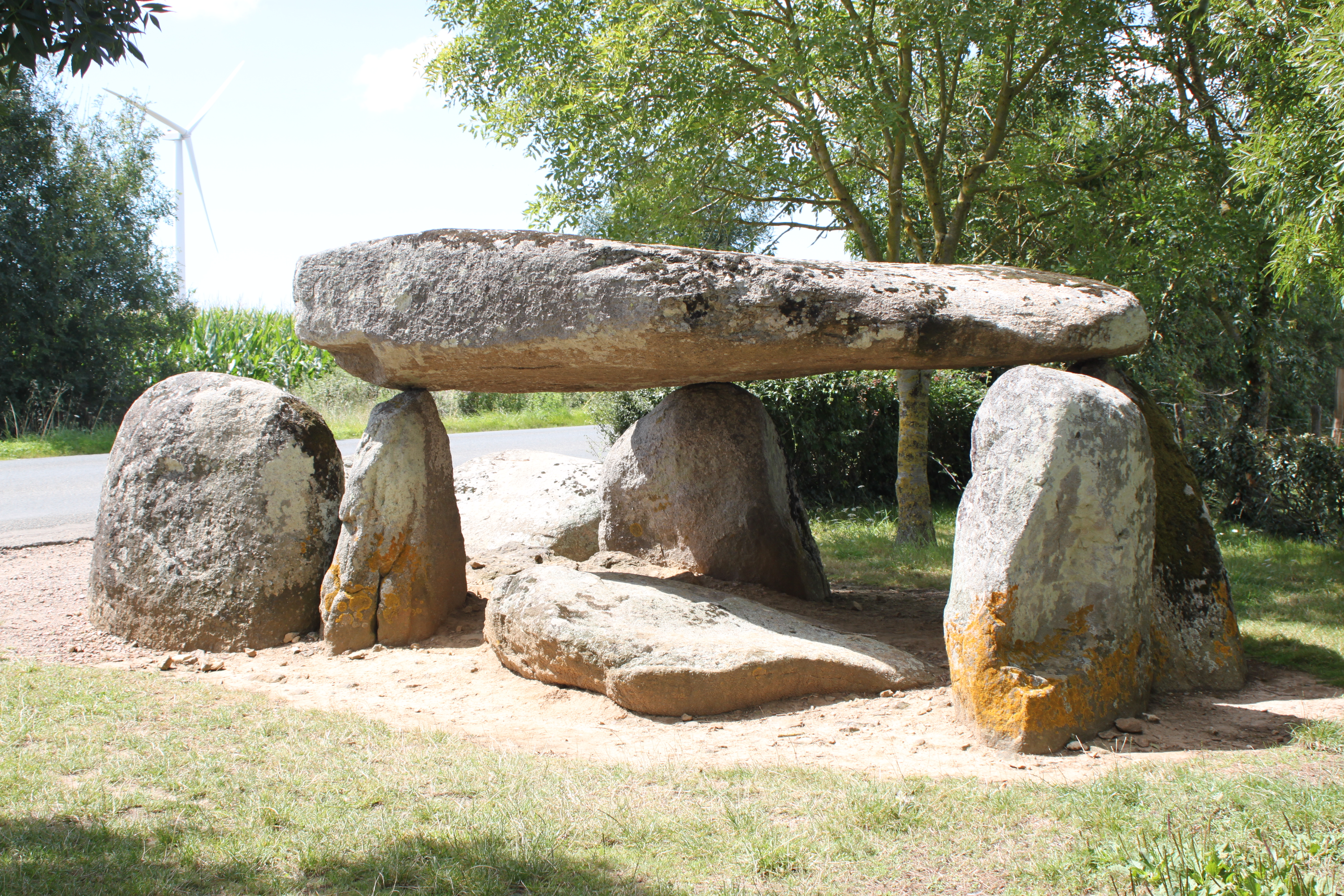
Dolmen de la Cour-du-Breuil

Der Dolmen de la Cour-du-Breuil (auch Pierre levée genannt) liegt südöstlich von Le Bernard im Département Vendée in Frankreich. Dolmen ist in Frankreich der Oberbegriff für neolithische Megalithanlagen aller Art (siehe: Französische Nomenklatur).
Der Dolmen de la Cour-du-Breuil besteht aus einer auf drei Tragsteinen, in etwa 1,5 m Höhe horizontal aufliegenden Deckenplatte von etwa 3,8 × 2,9 m, neben der noch zwei weitere aufrecht stehende und drei liegende oder wieder aufgestellte Steine vorhanden sind.
Die Dolmen von Savatole und der Tumulus du Pey von Fontaine liegen in der Nähe.